# Priero (Salas)
Priero (oficialmente en asturiano: Prieiru) es una parroquia y un lugar del concejo español de Salas, en la comunidad autónoma de Asturias.

## Toponimia
Se ha sugerido que el nombre puede provenir del latín PER AREUM (junto al eiru (lugar donde se trilla el cereal)).

## Geografía
Su superficie es de 6,07 km².
Está situada en un valle a unos 15 km al sur del mar Cantábrico. Limita al sur con la montaña del Viso, al este con el Pico Picorios, al norte con la serrería de Mallecina y las Corradas, y al oeste con las estribaciones de la Espina.
Es una parroquia dedicada a la ganadería.

## Historia
Hacia mediados del siglo XIX, la parroquia, ya por entonces perteneciente al municipio de Salas, tenía contabilizada una población de 269 habitantes. Aparece descrita en el duodécimo volumen del Diccionario geográfico-estadístico-histórico de España y sus posesiones de Ultramar de Pascual Madoz con las siguientes palabras:

PRIERO (San Cristóbal): felig. en la prov. y dióc. de Oviedo (7 leg.), part. jud. de Belmonte (6), ayunt. de Salas (1/2). sit. en terreno desigual, donde la combaten principalmente los aires del S.; el clima es sano. Tiene 48 casa en los l. de Bao, Corradas, Priero, Soto, Tarano y Toral. Hay escuela de primeras letras frecuentada por 18 niños y 6 niñas, y dotada con 800 rs. anuales. La igl. parr. (San Cristóbal) está servida por un cura de ingreso y patronato real. Tambien hay una ermita dedicada á la Magdalena en el l. de Tarano. Confina el term.: N. Mallecina; E: Linares; S. Salas, y O. Camuño. Le cruza un riach. sin nombre, que tiene su nacimiento en Ardesaldo, hay sobre él 3 puentes, y va á parar en el r. Narcea. El terreno es de buena caliadd; comprende hácia el N. el monte denominado Grande, y al S. el Picorios, y bastante arbolado de todas clases. Los caminos son locales: el correo se recie de Salas. prod.: trigo, escanda, maiz, centeno, algun lino, arbejos, judías, castañas, avellanas, nueces, peras, cerezas y otras frutas; se cria ganado vacuno, caballar, lanar y cabrio; caza de perdices, liebres, corzos, zorros y lobos, y pesca de anguilas y truchas. ind.: la agrícola, molinos harineros y telares de lienzo ordinario y de ropas de lana. comercio: estraccion de lana é importacion de lino. pobl.: 42 vec., 269 alm. contr.: con su ayunt. (V.).
(Madoz, 1849, p. 223)

## Patrimonio
Su templo parroquial se dedica a San Cristóbal. Ha sido propuesto que bajo las casa de El Tárano podría existir un castro.

## Geografía humana

### Organización territorial
La entidad colectiva de población de Priero está compuesta por las siguientes entidades singulares:
- Las Centiniegas (Las Sentiniegas)[1]
- Daner
- Priero (Prieiru)[1]
- El Tárano (El Táranu)[1]
- El Toral (El Toural)[1]

### Demografía
En 2023, la entidad colectiva de población de Priero tenía empadronados 55 habitantes, mientras que la entidad singular de población de ese nombre tenía 28, todos ellos en diseminado.